# Kopytjyntsi
Kopytjyntsi (ukrainsk: Копичинці}, polsk: Kopyczyńce, jiddisch: קאפיטשיניץ) er en lille by i Tjortkiv rajon, Ternopil oblast, Ukraine. Den er vært for administrationen af Kopytjyntsi urban hromada, en af Ukraines hromadaer. Kopytjyntsi er fødested for Vasyl Ivanchuk, en skak-stormester; Israel Jacob Kligler, der ledede indsatsen for at udrydde malaria i Mandatområdet i Palæstina; og Pinhas Lavon, en Israelsk politiker.
Byen har 6.587 (2021) indbyggere.

## Historie
Byen blev første gang nævnt i 1340 som en landsby i det polske powiat (amt) Terebovlja. Med tiden voksede den til at blive en by i Halytj-området, der selv var en del af Podoliske Voivodskab i Polen og senere det Den polsk-litauiske realunion. Den fik tildelt en bylov i 1564. I slutningen af 1648, under Khmelnytskyopstanden, indtog en kombineret kosak- og tatarhær under Asand Demko byen. Men efter Slaget ved Kopychyntsi den 12. maj 1651, hvor de fjendtlige styrker blev besejret af hetman Marcin Kalinowski, vendte den tilbage til Polen.
I medfør af Buchach-traktaten (en) af 1672 blev byen afstået til Det Osmanniske Rige, men den vendte tilbage til Polen efter Karlowitztraktaten af 1699. Efter Polens delinger blev den en del af det østrigske kejserrige og blev derefter beslaglagt af Napoleon Bonaparte, som gav den til det russiske kejserrige ved Freden i Tilsit i 1807. Den russiske kontrol ophørte dog med Wienerkongressen, som gav området tilbage til Østrig. Det delte historien med de omkringliggende områder i Kongeriget Galicien og Lodomerien i resten af det 19. århundrede.